# Continental Circus (videogioco)
Continental Circus (コンチネンタルサーカス?, Konchinentaru Sākasu) è un videogioco di corse con macchine da Formula 1 realizzato e pubblicato nelle sale giochi dalla Taito nel 1987. Vennero poi pubblicate in Occidente dalla Virgin Mastertronic conversioni per diversi home computer nel 1989: Amiga, Amstrad CPC, Atari ST, Commodore 64, MSX e ZX Spectrum.
Alcuni modelli di cabinati con seduta sono caratterizzati dalla presenza di visori stereoscopici per il giocatore, appesi dall'alto, che generano un effetto 3D. Questa particolarità non è presente nelle conversioni, che comunque di solito vennero apprezzate dalla critica.
Il suo nome ufficiale inglese (lett. "circo continentale"), che appare a video in tutte le versioni, può essere un riferimento al cosiddetto Continental Circus, l'insieme degli addetti agli sport motoristici che si spostavano per il mondo. Tuttavia potrebbe anche essere frutto di una traduzione errata in giapponese; avrebbe più senso Continental Circuit (lett. "circuito continentale"), titolo che è stato effettivamente usato come insegna sui modelli di cabinati occidentali.
Anni dopo venne incluso nella raccolta del 2005 dedicata al retrogaming Taito Legends, per le piattaforme PlayStation 2, Xbox e PC.

## Modalità di gioco
L'azione è puramente arcade, al comando di una F1 gialla (ispirata alla Honda-Lotus 9TT del 1987, pilotata da Ayrton Senna e Satoru Nakajima), con visuale tridimensionale in terza persona da dietro la vettura. Continental Circus sfrutta licenze ufficiali solo per sponsor e nomi ma non per le macchine, quindi i nomi e i colori "ricordano" le vere macchine Formula 1 dell'epoca. Si parte in 100ª posizione e si deve risalire man mano la classifica per accedere ai tracciati successivi e arrivare al primo posto. Ogni gara ha un tempo limite e i tracciati sono identici agli originali. La vettura è sensibile ai colpi sia delle barriere ai lati della strada sia delle macchine avversarie, e in caso di collisione bisogna rientrare velocemente ai box pena l'esplosione della macchina e la conseguente perdita di tempo; inoltre anche in caso di pioggia improvvisa bisogna recarsi ai box a sostituire gli pneumatici (sebbene questo non pregiudichi la tenuta della vettura). Nel titolo è presente la trasmissione a due rapporti (alto e basso).

### Tracciati
- Brasile, Circuito di Jacarepaguá. Qualifica 80º posto.
- Stati Uniti, Watkins Glen International. Qualifica 60º posto.
- Francia, Circuito di Digione. Qualifica 50º posto.
- Monaco, Monte Carlo. Qualifica 40º posto.
- Germania, Hockenheimring. Qualifica 30º posto.
- Spagna, Circuito permanente del Jarama. Qualifica 20º posto.
- Messico, Circuito di Long Beach. Qualifica 10º posto. Nonostante la grafica indichi il Gran Premio del Messico, nella realtà la pista è situata negli USA.
- Giappone, Suzuka. Qualifica 3º posto. Non è possibile continuare se si perde in questo tracciato. Se il giocatore non si qualifica o il tempo scade, la partita finisce.